# セイントフォー
セイントフォー（Saint Four）とは、加瀬邦彦が音楽プロデュースをしていた1980年代のアイドルグループである。2018年3月から濱田・岩間・鈴木の元メンバー3人で本格的に再始動している（2021年8月からコロナ禍の影響により、グループ活動を一時的に休止している）。

## メンバー

### 現メンバー
岩間沙織
1964年7月7日生まれ。血液型：O型。神奈川県出身。コーラス＆バックダンス担当／担当アクロバット：側宙／イメージカラー：    グリーン／称号：FASHIONABLE SAORI（ファッショナブル・サオリ）
※初代リーダー。グループ結成時からデビューするまでの2年間を務めた。

浜田範子
1965年2月22日生まれ。血液型：A型。埼玉県出身。リードボーカル担当／担当アクロバット：後方宙返り／イメージカラー：    ピンク／称号：DRAMATIC NORIKO（ドラマティック・ノリコ）

鈴木幸恵
1966年5月15日生まれ。血液型：A型。神奈川県出身。リードボーカル担当／担当アクロバット：ピルエット／イメージカラー：    ブルー／称号：EXCITING YUKIE（エキサイティング・ユキエ）
※二代目リーダー。デビューから解散まで務めた。

### 旧メンバー
板谷祐三子
1968年3月5日生まれ。血液型：A型。神奈川県出身。コーラス＆バックダンス担当／担当アクロバット：バック転（のちに前方倒立回転に変更）／イメージカラー：    レッド／称号：PASSIONATE YUMIKO （パッショネート・ユミコ）
※1986年3月脱退。セイントフォー在籍中は常に眼鏡を着用していた。

いわお潤
本名：岩男潤子。1970年2月18日生まれ。血液型：AB型。大分県出身。コーラス＆バックダンス担当／担当アクロバット：バック転／イメージカラー：    レッド。
※板谷脱退後に加入し、またグループ解散声明前に脱退。

## 来歴
1982年「あなたもスターに!」というプロダクションのダイレクトメールに応募して、約3万人の中から選ばれた4人。デビューするまでの間は、歌唱、体操、アクロバット、ジャズダンス、ローラースケート、基礎体力づくりの為のジョギング等、そのトレーニング期間は2年にまで及んだ。ザ・ドリフターズの仲本工事からトランポリンの指導を受けたこともある。
結成当初は岩間、鈴木、他2名（幻のメンバー）による通称「四人組」としてレッスンをスタートしたが、他2名が芸能活動を辞退したため、代わりに浜田、板谷が加入し、オリジナルメンバーとしてデビュー。
デビュー前にテレビ朝日「鶴ちゃんのアイドル・パンチ」に「ツールーズ・エンジェル」としてアシスタント出演をしていた。正式なグループ名が「ルナリアンズ」（意味：月よりの使者）に決まりそうだったのだが、「もっと私たちに合う名前があるはず！」と同番組内で一般募集、「セイントフォー」（意味：聖なる4人）に決定した。
また、デビューに際し、当時のレコード会社数十社が争奪戦を繰り広げ、リバスター音産が獲得している。
グループは板谷・浜田・鈴木・岩間の立ち位置順で構成、「100％女の子のままデビュー！」というキャッチコピーでデビューを果たし、曲間にバック宙などを取り入れたアクロバティックなパフォーマンスが話題になった。
ステージでの衣装のほとんどを、日本の老舗バレエ・ダンス用品企業「チャコット」から提供を受けていた。
1984年、劇場映画「ザ・オーディション」公開。劇中内でセイントフォーを当人らが演じる、メタ構造の映画。マネージャー役を世良公則が演じている。
1985年10月、同グループの振付師である一の宮はじめが主催した『ダンシングミュージカル　フィナーレには花束を』に出演。
同年、西ドイツの音楽番組に日本人歌手代表して『不思議Tokyoシンデレラ』、『ロマンチックの向こう側（2ndアルバム収録曲）』の2曲を披露。
デビューからのシングル、アルバムは共に好セールス、また賞レースへの出場や受賞を獲得するなど、順風満帆な活動であった。
1986年、メンバー最年少の板谷祐三子が「学業に専念したい」という理由でグループを脱退。同事務所でソロデビューに向けてレッスンを受けていた「いわお潤（岩男潤子）」が新メンバーとして加入した。
しかしセイントフォーを巡って、所属事務所「日芸プロジェクト」と所属レコード会社「リバスター音産」との間で発生した契約上のトラブルに巻き込まれ、4枚目のシングルを発表した後は新曲が発売できない状態が続き、デビューから2年2か月後、本人たちの意思という形で解散。
1987年、東宝が救済に立ち上がり、再出発に向けて準備をしていた映画『やるときゃやるぜ! 〜COME BACK HERO〜』の公開、テレビ放映（テレビ朝日）、ビデオ発売を発表し実現させた。このことを受け、岩間は「セイントフォーは不滅です！」と、涙ながらに語った。
また、解散直後に日本テレビ『酒井広のうわさのスタジオ』にて、浜田と鈴木の二人が解散の経緯についてインタビューに答えている。
セイントフォー解散後、浜田範子・鈴木幸恵はロック系ボーカルデュオ「ピンクジャガー」として再デビュー。解散後、浜田は濱田のり子としてセクシー系の女優として活躍。岩間沙織も現在は女優として活動している。いわお潤は本名の岩男潤子に芸名を戻して、主に声優として活動するようになった。
2012年1月、「ザ・追跡スクープ劇場」（日本テレビ）の2月放送回には、解散から初めてオリジナルメンバーの4人が勢揃いしテレビ出演が予定されていたが、収録間近になり諸般の都合で急遽取りやめになったことについて、濱田はブログで「タイミングって本当に大事で、いつか良きタイミングで必ずその日が訪れると信じている」と、今後の活動においても「大きく前進したのも事実です」と報告した。
2013年3月17日、当グループのプロデュースをしていたザ・ワイルドワンズの加瀬邦彦が運営する東京「ケネディーハウス銀座」にて、当グループのボーカルレッスン指導と楽曲提供をしていた上田司のバースデーライブに、濱田・岩間・鈴木の元メンバーがグループ解散以来、初のステージライブパフォーマンスを26年振りに披露。濱田のオフィシャルブログでの告知から広がり、チケットは即日完売しゲスト出演ライブは大成功となった。
10月、日刊スポーツには、一夜限りのワンマン復活ライブ!!の開催情報が、芸能欄で大きな記事として掲載された。
11月3日、ケネディーハウス銀座にて濱田・岩間・鈴木の3人で一夜限りのワンマン〜復活ライブ!!〜が開催された。2回公演のチケットは、即日完売した。その後、日刊スポーツ、FLASHなどでは復活ライブの記事が掲載される。このライブ以降、今後のセイントフォーとしての活動については検討中としていたが、板谷祐三子とは連絡がつかないことが2015年4月10日放送のTBS『爆報! THE フライデー』にて公表された。
2015年12月、『爆報! THE フライデー』に、解散以来28年振りに岩間、濱田、鈴木の三人が揃ってテレビ出演をした。
2018年3月12日、濱田・岩間・鈴木による3人で本格的に再始動することを表明。5月にはベスト盤と最新アルバムの2タイトルを同時発売し、また6月には再始動&CDリリース記念ライブも開催されることが本人たちのブログで報告された。その後の詳細は、週刊雑誌「FLASH」にも掲載され、濱田・岩間がインタビューに答えている。
また、同グループには橋幸夫がプロデュースしていたとされているが、本人たちは「1，2度しかお会いしたことがない」と雑誌の取材で答えており、実際のプロデュースには関わっておらず、当時、単に彼女たちが籍をおいていた所属レコード会社の副社長を橋が務めていただけににすぎなかった事が報告されている。
3月29日、テレビ朝日『スマートフォンデュ』に生出演。デビュー曲「不思議Tokyoシンデレラ」を当時のダンスとともにフルコーラスで披露。曲間に宙返りはなかったものの、現在も舞台やマラソンで身体を鍛えているメンバーの岩間が側転を披露した。
6月に開催される再始動&CDリリース記念ライブの予約は、受け付け開始から1時間で完売となった。その為、多くのファンが記念すべきライブへの参加ができない事情を考慮し、急遽7月8日に追加ライブが決定したが、既に予約が完売しており、さらに再追加ライブを同月15日に行うことが発表された。
5月16日、再始動CDリリース記念としてタワーレコード、HMV、ディスクユニオンなどのショップにて「セイントフォー が帰って来た！奇跡の再始動記念キャンペーン！！」を展開。先着でオリジナル特製缶バッジ、オリジナル特製クリアファイル（共に非売品）の特典が発表された。
5月31日、『スマートフォンデュ・もう一度見てみたい投票ランキング』視聴者アンケートで1位を獲得。「不思議Tokyoシンデレラ」と「太陽を抱きしめろ」の2曲を披露。
6月3日、タワーレコード新宿店イベントスペースにて、インストア・イベント（ミニライブ、特典手渡し＆握手会＆サイン会）を開催。
6月28日、『スマートフォンデュ・もう一度見てみたい投票ランキング』視聴者アンケートで2度目の1位を獲得。2ndアルバム収録曲からの名曲「ファイアー～灼熱物語～」をテレビで初歌唱した。
7月6日からは、Radio NEOにてレギュラー番組「セイントフォーのミッドナイト・トーク」がスタートした。
7月27日、『スマートフォンデュ・もう一度見てみたい投票ランキング』視聴者アンケートで3度目の1位を獲得。第4弾シングル「ハートジャックWAR」をテレビで歌唱した。
8月24日、東京歌謡曲ナイト（CLUB CITTA'川崎）のライブアクトにゲスト出演。シングル曲、映画でのライブシーンをバックスクリーンに映しだしながら「COME BACK HERO」を歌唱。ほかメドレーを披露。会場では、グッズやCDの販売も行われた。
2021年8月26日、コロナ禍のもと、岩間はメンバーとしての活動と並行して介護職も行っていることやメンバーの時間調整など、グループとしての活動が厳しくなり、セイントフォーとしての活動をストップしたままでは「応援してくれているファンに申し訳がない」という気持ちが一致し、一旦「それぞれに充実した時間を大切に過ごして行こう」というメンバー間での話し合いが持たれ「解散ではなく一時活動を休止する」ということをファンにむけて各メンバーのSNSなどで報告された。
2022年7月6日、ULTRA-VYBEpresents～名鑑シリーズ（邦楽ロック編）～にて「セイントフォー・コンプリートコレクション1984-1986（2CD）」が7月6日に期間限定で再販され、先着で特製オリジナル缶バッジ、特製カードサイズカレンダー（共に非売品）の特典が発表された。
2024年7月3日、「音楽ファン必聴！期間限定・特別価格で選出された名盤1100円シリーズ」として、「セイントフォー・コンプリートコレクション1984-1986（2CD）」と「時の旅人」がULTRA-VYBEより再々販売する。また、先着で江口寿史特製イラストコースター(非売品/取扱各店)、オリジナルポストカード（非売品/DISK UNION）、抽選で江口寿史特製イラストトートバッグ（非売品/タワーレコード）の特典が発表された。

## エピソード
過去に濱田・鈴木に対してインタビューを行っているプロインタビュアーの吉田豪は、セイントフォーは事務所による「オーディション詐欺」であったと断じている。無差別にダイレクトメールを送り、応募してきた者から30〜40万円の登録料を取るというもので、月3万円の給料も未払いだったという。彼女たちの主演映画「ザ・オーディション」も、セイントフォーの妹分を募集して同様に登録料を取るためのもので、それに応募して追加メンバーになった岩男は彼女の知らない間に両親がさらに大金を支払っていたという。
事務所の方針により、グループのマンネリ化を防ぐため結成から2年ごとにリーダーを変えていく方針だった。グループ結成からデビューまでの2年間は岩間がリーダーを務め、1985年3月に行ったデビューコンサート（芝郵便貯金ホール）にてリーダーが鈴木にバトンタッチされた。
デビュー直後に出演した『ザ・トップテン』（日本テレビ）の「もうすぐトップテン」というコーナーでは、結成当時から「え〜」「うっそ〜」「やだ〜」などのいわゆる「ぶりっ子言葉」を使ったら1回100円の罰金という決まりがあり、結構貯まっていると浜田が語った。このとき浜田は、緊張のあまり大きく息つぎをしながらのコメントに、司会の堺正章に「あんた、（一言一言）しゃべると疲れるんですか？」と、突っ込まれていた。
1985年1月5日、『オレたちひょうきん族』の「ひょうきんベストテン」（フジテレビ）に出演した。
コーナー司会の山村美智子（当時フジテレビアナウンサー）から「TOKYO不思議シンデレラ」と誤って紹介されて登場した。冒頭では、覇気がない言動のためか、島田紳助を相当困惑させていた。肝心の歌の部分は「西川のりお扮するレオタードオバQ（他は書き割り）とヒップアップ&コント赤信号のすもうダンサーズ」のコラボレーションで終わっている。また板谷も、本番中に西川のりおからセクハラを受け、終盤にはとうとう泣き出してしまうというハプニングがあった。なお、当コーナーへの出演は、この回だけだった。
少年サンデー連載『炎の転校生』第8巻では著者の島本和彦が当時、彼女達に熱を上げていたことから「戦闘フォー」というキャラクターが登場している。また、セイントフォーのビデオ『FIRE KISS 〜シークレット・メッセージ〜』には、彼の描き下ろしブックが予約特典として配布された。
この頃からは浜田と鈴木は作詞も勉強し、それぞれにサードアルバムにて自身のソロ曲の作詞で歌唱もしている。事務所の後輩で後に新メンバーとなった潤は加入前のレッスン生時代に、浜田が作詞した楽曲「愛の為に」の提供を受けて、セイントフォーのライブでは妹分と紹介され歌唱していた。
2009年11月16日、「HEY!HEY!HEY! MUSIC CHAMP（フジテレビ）」放送回は、当時ファンだったという松村邦洋やキャイ～ンの天野ひろゆきらが伝説のアイドルグループとして「不思議Tokyoシンデレラ」を当時の貴重映像とともに歌と踊りを織り交ぜながら紹介していた。
2010年2月14日、「5時に夢中！」（TOKYO MX）放送回、司会の逸見太郎が「今日はセイント・バレンタインデー！」というと、すかさずマツコ・デラックスが「セイントって言っていいのはセイント・フォーの時だけ！！」と言い放った。
2012年9月8日、「にじいろジーン」（フジテレビ）放送回、鈴木砂羽と山口智充が昭和のアイドルイベントで盛り上がりたいという中で「不思議Tokyoシンデレラ」が流された。
2013年5月1日、「ヒルナンデス！」（日本テレビ）放送回、アウトドアグッツの紹介コーナーで森山直太朗とミッツ・マングローブがヘッドライトを装着。するとミッツ・マングローブが「セイントフォーか光GENJIみたいに見える」と森山直太朗にツッコミを受けていた。
2013年7月18日放送のNHK連続テレビ小説『あまちゃん』のワンシーンで、同局で放送されていた『レッツゴーヤング』に出演して『太陽を抱きしめろ』を歌唱した時の映像が使用されたことが濱田のブログで報告されている。また同ドラマでは、この放送回の他にも、本グループの曲が流れたり、映像にレコードジャケットが映し出されたことで、根強いファンの間では話題となった。
鈴木は取材に対して、そして岩間は自身のブログで、オリジナル・メンバーになる前の「幻のメンバー」2名とは、今でも親交があることを明かしている。
2015年11月18日、「NHK歌謡コンサート」で司会の高山哲哉が、ゲストで登場した「フォー・セインツ」のグループ名を間違えて「セイントフォー」と紹介してしまう。
2018年3月、濱田・岩間・鈴木の三人で本格的に再始動することを正式に発表。一年前からレッスンや再始動に向けての準備をしていたことが明かされた。
同月、再始動発表直後に緊急生出演が決定した「スマートフォンデュ歌謡祭」（テレビ朝日）では、およそ30年振りにデビュー曲を歌唱し、その直後からはセイントフォー がYahoo!検索トレンドやツイッタ―で1位にランクインし、その状態は翌日のお昼過ぎまで続いて、番組は神回とまで言われた。
4月、再結成に伴う2タイトルCD同時リリース発表後、ベスト盤CD「コンプリート・コレクション1984-1986」は、Amazon新着予約ランキングの歌謡部門、歌謡/演歌、各部門でベストセラー1位、新作「時の旅人」は2位にランクインした。
5月、2タイトルCD同時リリース後もAmazonランキング歌謡部門、歌謡/演歌各部門で、新作「時の旅人」は2位に、ベスト盤CD「コンプリート・コレクション1984-1986」はベストセラー1位にランクインした。
またオリコンでは「時の旅人」は週間アルバムランキング225位、「コンプリート・コレクション1984-1986」はデイリーアルバムランキング49位、週間アルバムランキング120位にランクインした。
12月、東京神保町タクト（CDショップ）では、昭和歌謡新譜CD年間売上で「コンプリート・コレクション1984-1986」が3位を獲得。
2019年1月、「コンプリート・コレクション1984-1986」が「レコード・コレクターズ 」2018年歌謡曲/芸能部門を獲得。
同年9月、「コンプリート・コレクション1984-1986」が「レコード・コレクターズ」歌謡曲・芸能特集にて10位を獲得。

## 主な出演（1984年 - 1987年）

### 映画
- 1984年11月公開「ザ・オーディション」新城卓監督（東宝東和/フィルムリンク・インターナショナル） - 制作にテレビ朝日が関わっていた。配給収入は8200万円[7]。VHS：品番12843001 (アポロン音工業）/ VHS・β版：NA-1119/VHD：DNK-908/LD：LNK-532（ザ・ワークス）
- 1987年8月公開「やるときゃやるぜ! 〜COME BACK HERO〜」山名兌二監督（東宝/ジョイパックフィルム） - ビデオ版の本編終了後「COME BACK HERO」のCFが収録されている。VHS：TG1729 （東宝ビデオ）

### ラジオ
- 1985年 - 1986年「セイントフォーのみんな起きてる!?」（アール・エフ・ラジオ日本）
- 1985年　「セイントフォーのハイッ！先生」（KBCラジオ）

### CM
- 1984年「ヤングジャワカレー」（ハウス食品）
- 1984年「オートラマ」レーザー1500スーパースポーツモデル（セイントフォーSpecial）、テルスター（ザ・オーディションSpecial）※限定販売

### ミュージカル
- 1985年10月4日 - 5日　一の宮はじめ ジャズダンスアカデミー第3回公演 「ダンシングミュージカル～フィナーレには花束を～」
（全3回公演、新橋・ヤクルトホール。作・演出・作詞・振付：一の宮はじめ。小林千絵やデビュー前のBaBeの2人と共演）

### ライブ
- 1984年12月24日 クリスマス・コンサート（池袋サンシャイン広場）
- 1985年3月16日 デビュー・コンサート（東京・芝 郵便貯金ホール）
- 1985年4月2日 セイントフォーLIVEコンサート（LIVE HOUSE Liverpool吉祥寺店）
- 1985年４月3日 セイントフォーLIVEコンサート（LIVE HOUSE Liverpool国立店）
- 1985年8月14日 セイントフォーin郡山コンサート（郡山市民文化センター）
- 1985年8月17日 セイントフォーin日比谷野外音楽堂コンサート
- 1985年8月20日 セイントフォーin大阪城コンサート（大阪城ホール）
- 1985年8月23日 セイントフォーin平塚コンサート
- 1985年8月28日 セイントフォーin川崎コンサート
- 1985年11月23日 1周年記念ライブ（銀座山野楽器・JamSpot）
- 1986年1月 ニューイヤー・コンサート（横須賀、茅ヶ崎、相模原、ヤクルトホール/全4公演）
- 1987年1月18日 ラスト・コンサート～旅立ち～（日仏会館/全2公演）

### イベント
- 1984年10月16日 デビュー発表会（ホテル・ニューオオタニ～クリスタル・ルーム）
- 1984年10月29日 「ザ・オーディション」完成試写会＆ミニ・コンサート（中野サンプラザ）
- 1985年4月21日 ハッピーオンステージ（東武動物公園）
- 1985年7月6日 ファンの集い（新宿NSビル・大時計広場）

### 音楽祭・受賞/出場歴
- 1985年3月8日 リバスターレコード（ヒット曲賞受賞）「不思議Tokyoシンデレラ」
- 1985年3月27日 東京音楽祭・国内大会出場曲「太陽を抱きしめろ」
- 1985年7月5日 メガロポリス音楽祭（エメラルド賞受賞）「太陽を抱きしめろ」
- 1985年7月13日 JALスカイメイトスペシャル'85ほっかいどうレコード新人祭「太陽を抱きしめろ」
- 1985年7月14日 HBC'85ほっかいどうレコード新人祭・中島レコード新人歌謡祭「太陽を抱きしめろ」
- 1985年8月29日 日本テレビ音楽祭（新人奨励賞受賞）「ハイッ！先生」
- 1985年9月21日 KBC新人歌謡音楽祭（優秀新人賞受賞）「ハートジャックWAR」
- 1985年9月28日 ヤング歌謡大賞～'85新人グランプリ～（シルバー賞受賞）「ハートジャックWAR」
- 1985年10月7日　銀座音楽祭「ハートジャックWAR」
- 1985年10月12日 新宿音楽祭（銅賞）「ハートジャックWAR」
- 1985年「新人アイドルベストテン（明星）」第6位

## 主な出演（2013年/2018年～再始動・参加メンバー：濱田のり子、岩間沙織、鈴木幸恵）

### ライブ
- 2013年3月17日 上田司バースデーライブ（ゲスト出演）（東京・銀座ケネディーハウス）参加メンバー：濱田、岩間、鈴木
- 2013年11月3日 セイントフォー「一夜限りの復活！ライブ」第1部・第2部（東京・銀座ケネディーハウス）参加メンバー：濱田、岩間、鈴木

- 2018年6月17日 「再始動＆CDリリース記念ライブ」（東京・銀座ケネディーハウス）
- 2018年7月8日 「再始動&CDリリース記念ライブ」追加ライブ（東京・銀座ケネディーハウス）
- 2018年7月15日 「再始動&CDリリース記念ライブ」再追加ライブ（東京・銀座ケネディーハウス）
- 2018年12月29日 「セイントフォー年忘れLIVE・2018」（武蔵野市吉祥寺・ROCK JOINT GB）

### イベント
- 2018年6月3日 インストア・ミニライブ＆特典会（タワーレコード新宿店）
- 2018年8月5日  ライブ＆サイン会（軽井沢ショッピングプラザ・ニューイーストガーデンモール）
- 2018年8月17日 テレビ朝日六本木ヒルズ夏祭りSUMMER STATIONスペシャルステージ「スマートフォンデュ歌謡祭」（六本木ヒルズアリーナ）
- 2018年8月24日「東京歌謡曲ナイト2018」ライブアクト出演（CLUB CITTA'川崎）
- 2019年2月3日 NHK「レッツゴーヤング・フォーエバー2019」（SKIPシティー彩の国ビジュアルプラザ4F映像ホール・埼玉県川口市）
- 2019年2月24日 「第11回ノスタルジック2Days2019」ステージコンテンツ出演（パシフィコ横浜）
- 2019年3月10日 地域のイベントにてテラローザのギタリスト、今井芳嗣をサポートに迎え鈴木幸恵がソロとして出演。

### テレビ
- 2015年4月10日 「爆報! THE フライデー」（TBS）メンバー岩間沙織の今！ゲスト出演：岩間沙織
- 2015年12月11日 「爆報! THE フライデー」（TBS）三者三様、メンバーの今！ゲスト出演：濱田のり子、岩間沙織、鈴木幸恵
- 2016年6月17日 「爆報! THE フライデー」（TBS）メンバー岩間沙織のお見合い！ゲスト出演：岩間沙織
- 2016年7月13日 「あいつ今何してる？」（テレビ朝日）ゲスト出演：鈴木幸恵
- 2018年3月29日「スマートフォンデュ歌謡祭」（テレビ朝日）歌唱曲「不思議Tokyoシンデレラ」
- 2018年5月31日「スマートフォンデュ歌謡祭」（テレビ朝日）もう一度見たい投票ランキング1位出演・歌唱曲「不思議Tokyoシンデレラ/太陽を抱きしめろ」
- 2018年6月28日「スマートフォンデュ歌謡祭」（テレビ朝日）もう一度見たい投票ランキング2ヶ月連続1位出演・歌唱曲「フャイヤー～灼熱物語～」
- 2018年7月27日「スマートフォンデュ歌謡祭」（テレビ朝日）もう一度見たい投票ランキング3ヶ月連続1位出演・歌唱曲「ハートジャックWAR」
- 2018年8月30日「スマートフォンデュ・六本木ヒルズ夏祭りSUMMER STATION」（テレビ朝日）歌唱曲「不思議Tokyoシンデレラ/太陽を抱きしめろ」
- 2018年11月29日「ハートネットTV～リハビリ・介護に生きる～」（NHK Eテレ）インタビュー取材出演：岩間沙織/ゲスト出演：濱田のり子、鈴木幸恵
- 2019年2月21日「ひるまえほっと」発見！お宝番組・特別編（NHK総合/関東甲信越）「レッツゴーヤング・フォーエバー2019」の模様を放送
- 2019年４月8、9日「クイズ!脳ベルSHOW」(BSフジ)パネラー出演：濱田のり子
- 2019年4月25日「無料屋」（テレビ朝日）ゲスト出演～セイントフォーと一緒にカラオケに行ける権～
- 2019年5月30日「無料屋」（テレビ朝日）ゲスト出演～セイントフォーと一緒にしゃぶしゃぶが食べられる権～
- 2019年6月27日「無料屋」（テレビ朝日）ゲスト出演～セイントフォーと一緒にボーリングができる権～
- 2019年7月26日「無料屋」（テレビ朝日）ゲスト出演～逗子海水浴場にてセイントフォーが荷物番します権～
- 2020年3月21日 有吉反省会2時間スペシャル（日本テレビ）インタビュー出演：濱田のり子
- 2020年11月11日 「今夜くらべてみました」（日本テレビ）懐かしの美少女アイドルコーナー・テレビ紹介：岩間沙織
- 2021年2月18、19日「クイズ!脳ベルSHOW」（BSフジ）パネラー出演：鈴木幸恵
- 2022年1月29日「ダンスな会」（テレビ朝日）※過去の映像から紹介されている

### ラジオ（パーソナリティー）
- 2018年7月6日 - 2018年12月28日「セイントフォーのミッドナイト・トーク」（Radio NEO）

### ラジオ（ゲスト出演）
- 2018年5月11日「後藤麻衣の心配ないさー」（アール・エフ・ラジオ日本）
- 2018年6月18日 「加藤裕介の横浜ポップJ」生出演（アール・エフ・ラジオ日本）
- 2018年8月5日「ピーロートpresents ～夏色スタジオin軽井沢～ワイン＆スペシャルライブ」軽井沢ショッピングプラザ・ニューイーストガーデンモール（トーク＆ライブ）公開生放送（SBCラジオ）
- 2019年1月13日「原めぐみのEN♥JOYトーク」（レインボータウンFM88.5MHz）
- 2020年11月4日 「松本もとよ・ビバ！フラメンコ」（ラジオフチューズ87.4㎒）ゲスト出演：鈴木幸恵
- 2020年11月18日 「松本もとよ・ビバ！フラメンコ」（ラジオフチューズ87.4㎒）ゲスト出演：鈴木幸恵

### 雑誌
- 2013年3月「FLASH」再結成、取材掲載
- 2013年11月「FLASH」ライブ、取材掲載
- 2014年7月17日「俺たちの昭和マガジン」昭和アイドル・クローズアップ「伝説のアイドル・セイントフォー」濱田のり子：インタビュー掲載
- 2018年3月12日「FLASH」濱田×岩間、取材掲載
- 2018年8月3日「ステレオ時代Vol.12」ムック（ネコ・パブリッシング）セイントフォー/ピンクジャガー掲載
- 2018年11月19日「CONTINE」取材掲載
- 2021年8月3日「週刊アサヒ芸能」鈴木幸恵：取材掲載
- 2022年3月1日「女性自身」岩間沙織：取材掲載
- 2022年11月29日「電池以下～吉田豪編～」取材掲載 」

### Web掲載・Webラジオ関連
- 2016年1月5日 伝説のいい女に会いたい！「＜太陽を抱きしめろ＞セイントフォー」インタビュー：岩間沙織（アサ芸能プラス）
- 2017年11月28日 蘇る「アイドルグループ」黄金伝説・2＜特別対談＞セイントフォー：濱田のり子・鈴木幸恵（アサ芸能プラス）
- 2018年3月31日「芽瑠璃堂」告知掲載
- 2018年4月3日 「ナリナリドットコム（音楽ナタリー）」-（exciteニュース、HMV&BOOKS Online、他）告知掲載
- 2018年4月22日 セイントフォー×濱田のり子、取材掲載（スマートフラッシュ）
- 2018年5月7日 セイントフォー×岩間沙織、取材掲載（スマートフラッシュ）
- 2018年5月11日「CDジャーナルWeb」取材掲載
- 2018年5月23日「タワーレコード」イベント告知掲載
- 2018年5月5日「チャッピー加藤×相澤瞬のそれゆけ！ドーナツ盤万博」～「不思議Tokyoシンデレラ」編（ニッポン放送）第5回掲載
- 2018年5月12日「チャッピー加藤×相澤瞬のそれゆけ！ドーナツ盤万博」～「太陽を抱きしめろ」編（ニッポン放送）第6回掲載
- 2018年5月31日 スマートフォンデュ歌謡祭（テレビ朝日）もう一度見たい投票ランキング1位獲得記事（WEBザテレビジョン）
- 2018年6月4日 セイントフォー×岩間沙織、取材掲載（日刊ゲンダイDIGITAL）
- 2018年6月28日 伝説のアイドル再び生熱唱！（テレビ朝日）記事掲載（WEBザテレビジョン/音楽ナタリー/オリコン/テレ朝POST、他）
- 2018年7月1日 東京女子流、昭和のアイドルを語る。記事中掲載（WEBザテレビジョン）
- 2018年7月26日 SNSで話題となるセイントフォーが今回も登場！（テレビ朝日）記事掲載（WEBザテレビジョン）
- 2018年7月26日 セイントフォーら伝説のアイドルが生歌披露！（テレビ朝日）記事掲載（テレビライフWEB）
- 2018年8月15日 FRESH LIVE TV「メグミン・歌のホットスタジオ」ゲスト生出演（神田SpaceCube：ネット配信型イベントスペース）
- 2018年8月10日 サマステでセイントフォーら登場！（テレビ朝日）記事掲載（WEBザテレビジョン、テレビライフWEB、他）
- 2018年8月14日 「週刊20世紀Walker・Vol.25号」編集長と助手の昭和ヒットパレード！第4弾は「セイントフォー」掲載（ミドルエッジ）
- 2018年11月29日 NHKドキュメンタリー「ハートネットTV～リハビリ・介護に生きる～」番組紹介記事掲載
- 2019年2月16日  NHK番組発掘プロジェクト通信No.223「レッツゴーヤング・フォーエバー2019」開催ダイジェスト掲載
- 2019年3月8日    NHK番組発掘プロジェクト通信No.225 80年代アイドル集合！「発掘！お宝番組」特別編ダイジェスト掲載
- 2019年4月25日「無料屋」セイントフォーとカラオケに行ける権！（テレビ朝日）記事掲載（WEBザテレビジョン）
- 2019年7月31日 カルト映画「ザ・オーディション」を松江哲明監督が語る！（双葉社）（EX WEB）
- 2020年11月6日 岩間沙織「悲劇のアイドルグループ」セイントフォーの初代リーダー「最年長メンバー列伝」Vol.9（双葉社）（EX WEB）
- 2020年11月7日「ジャニーズだけじゃない、女性アイドルもバク転する時代に」（Techinsight）
- 2021年8月2日 昭和のアイドルグループは今！鈴木幸恵：取材記事掲載（アサ芸プラス）
- 2022年2月18日「80年代女性アイドルグループ人気ランキング」第６位（195票）ランクイン（ランキング―）
- 2022年7月5日 「デビューから解散までの全作品を収録！」セイントフォー・コンプリートコレクション1984-1986が発売決定！（ミドルエッジ）
- 2023年3月 昭和カルチャー俱楽部「80年代アイドル総選挙！ザ・ベスト100」第71位（460票）
- 2023年10月14日「宇宙人設定、PR費40億円…令和では考えられない"尖りすぎた"昭和アイドルたち」（ENTAME next）[8]
- 2024年11月4日 「デビュー40周年【セイントフォー】昭和アイドル史に鮮烈な印象を残した本格派４人組！」（Re:minder）
- 2024年11月6日 「＂伝説アイドル＂セイントフォー40周年！」（OTTO！編集部/西スポWEB・西スポエンタメQ）
- 2024年11月28日 まいのアイドルメモリーズ（第244回）FMおだわら「セイントフォー特集」放送
- 2025年6月3日 悲劇のアイドル「セイントフォー」リーダーが明かす野外ステージ事件「岩間が死んだ！」（アサ芸能プラス）

## ディスコグラフィ

### シングル
| 枚  | 発売日        | タイトル              | c/w                  | 規格品番 | 備考            | オリコン 最高位 |
| --- | ------------- | --------------------- | -------------------- | -------- | --------------- | --------------- |
| 1st | 1984年11月5日 | 不思議Tokyoシンデレラ | 「恋気 DE ナマイ気」 | 7RC-0038 | 売上総数5.3万枚 | 35位            |
| 2nd | 1985年3月21日 | 太陽を抱きしめろ      | 「ミリオン聖裸」     | 7RC-0043 | 売上総数6.1万枚 | 15位            |
| 3rd | 1985年7月21日 | ハイッ！先生          | 「ビートガール」     | 7RC-0046 | 売上総数2.4万枚 | 35位            |
| 4th | 1985年9月21日 | ハートジャックWAR     | 「ラブ・サスペンス」 | 7RC-0053 | 売上総数1.1万枚 | 46位            |

### オリジナルアルバム
| 枚  | 発売日         | タイトル                          | 規格品番                               | 備考                        | オリコン 最高位 |
| --- | -------------- | --------------------------------- | -------------------------------------- | --------------------------- | --------------- |
| 1st | 1984年11月21日 | THE AUDITION                      | LP/28RL-0011 CT/28RM-0007              | LP/CT（売上総数2.2万枚）    | 40位            |
| 2nd | 1985年5月21日  | 太陽を抱きしめろ                  | LP/28RL-0016 CT/28RM-0012              | LP/CT（売上総数1.2万枚）    | 26位            |
| 3rd | 1985年9月21日  | We're Saint Four~セイントフォーⅢ~ | LP/28RL-0017 CT/28RM-0013 CD/32RR-0003 | LP/CT/CD（売上総数1.5万枚） | 34位            |

### ベストアルバム
| 枚  | 発売日         | タイトル                            | 規格品番                               | 備考 |
| --- | -------------- | ----------------------------------- | -------------------------------------- | --- |
| 1st | 1985年8月21日  | セイントフォー・ベストヒット14      | 32RR-0002                              | CD |
| 2nd | 1985年11月21日 | ザ・ベスト・オブ・セイントフォー    | LP/28RL-0019 CT/28RM-0015 CD/32RR-0006 | LP/CT/CD オリコン最高位90位（売上総数0.2万枚） |
| 3rd | 2002年10月17日 | セイントフォー・BEST                | PCCA-01754                             | CD/ポニーキャニオン |
| 4th | 2018年5月16日  | 時の旅人                            | CDSOL-1807 UVPR-60030                  | ソリッドレコード 1. 収録曲（2-10：セルフカヴァー） 1. 噂のダンディボーイ（オリジナル新曲） 2. 太陽を抱きしめろ 3. ファイヤー〜灼熱物語〜 4. センチメンタルの向こう側 5. ミリオン聖裸 6. 恋愛☆ミステリー〜2018ver.〜 7. 恋気DEナマイ気 8. 夢に愛に恋 9. 不思議Tokyoシンデレラ 10. 少年は鳥になった 11. 時の旅人（オリジナル新曲） 12. 初恋の並木道（初音盤化曲） 13. 夜のダンサー（初音盤化曲） 14. ファイヤーKissで火をつけて（初音盤化曲） 15. ドリームライト（初音盤化曲） （収録参加メンバー：濱田・岩間・鈴木） |
| 5th | 2018年5月16日  | コンプリート・コレクション1984-1986 | CDSOL1808-09 UVPR-50018 UVPR-60029     | 1. ボーナストラックス（初音盤化曲） 1. COME BACK HERO 2. スリリング 3. トライアングルラブ 4. ラストショー （歌唱メンバー：浜田範子、鈴木幸恵、岩間沙織、いわお潤） |

未発表曲
1. 初恋の並木道 - デビューに向けてレッスン用として歌われていた楽曲。1985年3月芝郵便貯金ホールでのデビューコンサートで歌唱。ビデオ「抱きしめてセイントフォー」に収録。
2. 夜のダンサー -（1stアルバム「未来聖女」別詞曲） - 同じくデビューコンサートで歌唱。ビデオ「抱きしめてセイントフォー」に収録。
3. ファイヤーKissで火をつけて - 1985年7月、日比谷野外音楽堂でのコンサートで歌唱。ビデオ「Fire Kiss～シークレットメッセージ」収録、ラジオ「みんな起きてる！？」にて放送。
4. ドリームライト - デビュー前に歌っていた楽曲を 1986年1月、メンバーそれぞれの出身地で行ったコンサートで歌唱。ビデオ「Fire Kiss～シークレットメッセージ」BGM収録、ラジオ「みんな起きてる！？」にて放送。

上記4曲は、2018年5月16日発売CD「時の旅人」に初音盤化収録されている。
以下、メンバーチェンジにより潤加入後
1. スリリング - メンバーチェンジ後、新生セイントフォーの紹介盤および、レコード会社移籍第1弾として1986年6月に発売予定だった。歌の途中に「SAY!SAY!セイントフォー」という掛け声があった。
2. COME BACK HERO - 映画「やるときゃやるぜ！～COME BACK HERO～」劇中歌。 移籍第2弾は1986年8月発売予定だった。
3. トライアングルラブ
4. ラストショー

以上4曲は、『セイントフォーの“みんな起きてる！？”』（ アール・エフ・ラジオ日本）の最終回および「解散ライブ～旅立ち～」で披露された。
上記4曲は、2018年5月16日発売CD「コンプリートコレクション」に初音盤化収録されている。

### 他グループによるカバー
- 2004年7月には、アニメ『爆裂天使』（ビクターエンタテインメント）のイメージソングとして、声優陣の渡辺明乃・豊口めぐみ・高橋美佳子・田中理恵ら4人が、当グループのデビュー曲『不思議Tokyoシンデレラ』をカバーした。カップリングにも『太陽を抱きしめろ』が同じくカバーされた。
- 2010年9月、テレビアニメ『そらのおとしものf』からの青春歌謡ユニット「ソラの少女TAI♪」（日本コロムビア）が、配信限定で『不思議Tokyoシンデレラ』をカバーした。その後CD化され『そらのおとしものfプレゼンツ そらの少女TAI♪』に収録されている。
- 2011年1月から、新潟県を中心に活動しているローカルアイドル「RYUTist」（りゅーてぃすと）が、『不思議Tokyoシンデレラ』をカバーし、ライブで披露。

## ビデオ
- 1985年7月発売「抱きしめてセイントフォー」 - 芝郵便貯金ホールでのライブほか収録。

【収録楽曲】(LD版のチャプター順に列挙、※はVHS版未収録)
- 至上の愛(インストゥルメンタル)※
- 不思議 Tokyo シンデレラ
- 恋気 DE ナマイ気
- 初恋の並木道※
- ダンス・シーン※
- 断崖
- A-cup Scandal
- 夜のダンサー
- 太陽を抱きしめろ
- ミリオン聖裸（セラー）
- 夢に愛に恋
- メドレー（ヒューマン・タッチ / プロポーション / 恋愛☆ミステリー / 雨の予感）
- Rock'n Roll Dreams come through
- 太陽を抱きしめろ※

発売元：[VHS]ザ・ワークス、[LD]レーザーディスク株式会社
販売元：[VHS]日本ビデオ映像株式会社、[LD]パイオニア株式会社
品番：[VHS]NH-4014、[LD]SM058-0116
価格：[VHS]9,800円、[LD]5,800円
収録時間：[VHS]50分、[LD]55分
- 1985年12月10日発売「FIRE KISS 〜シークレット・メッセージ〜」 - 1985年8月17日に収録された日比谷野外音楽堂のライブやショートストーリー、4人のトークなどを収録。

【収録楽曲】
- ヒューマンタッチ(LD版ではSide1の1曲目。以下、LD版のチャプター順に列挙)
- アメリカン・ドリーム ～History～
- 不思議 Tokyo シンデレラ
- センチメンタルの向こう側 ～Talk1～
- 太陽を抱きしめろ
- ハイッ！先生 ～Talk2～
- ハートジャックWAR
- ロマンチック街道 ～パジャマDEトークPart1～
- Rock'n Roll Girl ～Short Story by Yukie～
- ね・が・い ～Short Story by Noriko～
- 魔術師は嘘つき ～Monologe1～
- 未来聖女 ～Monologe2～(LD版ではSide2の1曲目)
- 傷だらけのキックオフ
- 真夜中のTelephone Call ～ ビートガール ～パジャマDEトークPart2～
- Mr.ロンリーによろしく ～Short Story by Saori～
- Please believe in love ～Short Story by Yumiko～
- ♥（ハート）急上昇 ～Monologe3～
- ファイヤー（灼熱物語）
- 断崖
- ドリームライト ～パジャマDEトークPart3～
- ファイアーキッスで火をつけて
- 少年は鳥になった

発売元：東映ビデオ株式会社
品番：[VHS]TE-B702、[LD]TE-D115
価格：[VHS]10,800円、[LD]9,800円
収録時間：78分
- 1987年3月発売「WE ARE SAINT FOUR」 - 監督廣木隆一、脚本吉本昌弘によるフジテレビ系「月曜ドラマランド」での放送を予定して撮影されたドラマ作品。潤が加入した後、唯一一般発売された作品で、幻のオリジナル5曲（収録楽曲を参照）を収録。

【キャスト】
- ノリコ：浜田範子
- ユキエ：鈴木幸恵
- サオリ：岩間沙織
- ジュン：いわお潤(現：岩男潤子)
- 吉田稔
- 吉野繁
- 安藤麗二
- 山口柚香
- 猪態恒和
- 和田緑
- 倉崎青児
- 吉永千里
- 坂手洋二

【スタッフ】
- プロデューサー：渡辺正憲、飯島茂
- 監督：廣木隆一(パッケージ上の表記は広木隆一)
- 脚本：吉本昌弘
- 撮影：佐々木原保志、山本朗、相馬健司
- 照明：金沢正夫、吉角壮介、雨平巧
- 編集：沢田まこと
- 助監督：金田龍、光石冨士朗、長田浩一
- 製作進行：山田幸弘、高畑隆史
- 企画・製作：株式会社パインウッド

【収録楽曲】
- ファイアーキッスで火をつけて
- スリリング
- トライアングルラブ
- ラストショー
- COME BACK HERO(パッケージ上の表記は「カムバックヒーロー」)

発売元：JHV（ジャパンホームビデオ株式会社）
品番：[VHS]KH-6028
価格：9,800円
収録時間：40分
※ 他に、ファンクラブ会員限定で販売された「セイントフォー旅立ちコンサート1部・2部（日仏会館）」がある。

## 書籍

### 単行本
- フォト＆エッセイ集・セイントフォーじゃじゃネコ通信「お・は・よ・!」（1985年12月1日、リイド社）

### 写真集
- 抱きしめてセイントフォー 別冊スコラ26（1985年6月、講談社、撮影：佐々木教平）ISBN 978-4061749269

### 関連書籍
- 原作『ザ・オーディション』（1984年11月10日初版発行、せいこう出版）

著者：藤公之介、編集者：北山茂一、企画：トッパンアイデアセンター、発行者：金子誠司